# Jack Dugger
John Richard Dugger, detto Jack (Pittsburgh, 13 gennaio 1923 – Pineville, 23 febbraio 1988), è stato un giocatore di football americano e cestista statunitense, professionista nella AAFAC, nella NFL e nella NBL.